# 3702 Trubetskaya
3702 Trubetskaya је астероид главног астероидног појаса са пречником од приближно 17,19 .
Афел астероида је на удаљености од 3,238 астрономских јединица (АЈ) од Сунца, а перихел на 2,001 АЈ.
Ексцентрицитет орбите износи 0,236, инклинација (нагиб) орбите у односу на раван еклиптике 15,650 степени, а орбитални период износи 1549,405 дана (4,242 године).
Апсолутна магнитуда астероида је 11,60 а геометријски албедо 0,136.
Астероид је откривен 3. јула 1970. године.